# Судаков, Иван Леонтьевич
Иван Леонтьевич Судаков — советский военачальник.

## Биография
Точные дата и место рождения и смерти — неизвестны.
Служил в РККА, участник Гражданской войны в России.
Был командиром 1-го батальона 93-го стрелкового полка, затем — врид и командиром 93-го стрелкового полка 31-й бригады 11-й Петроградской стрелковой дивизии.

## Награды
- 3 ордена Красного Знамени (28.01.1920, 17.02.1921, 31.12.1921)[1]